# Fisherman's Wharf (San Francisco)
Pour les articles homonymes, voir Fisherman's Wharf.

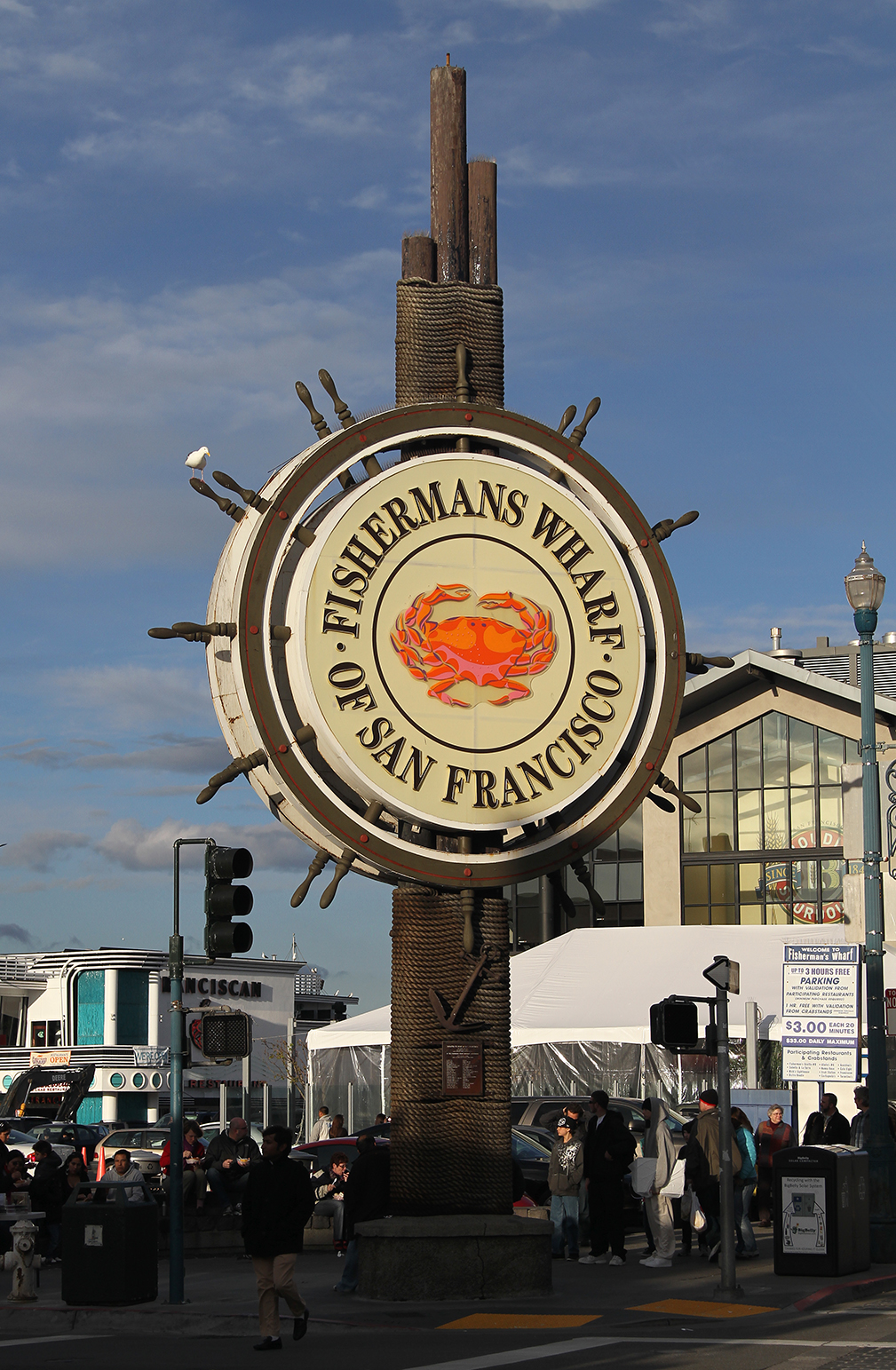
Fisherman's Wharf

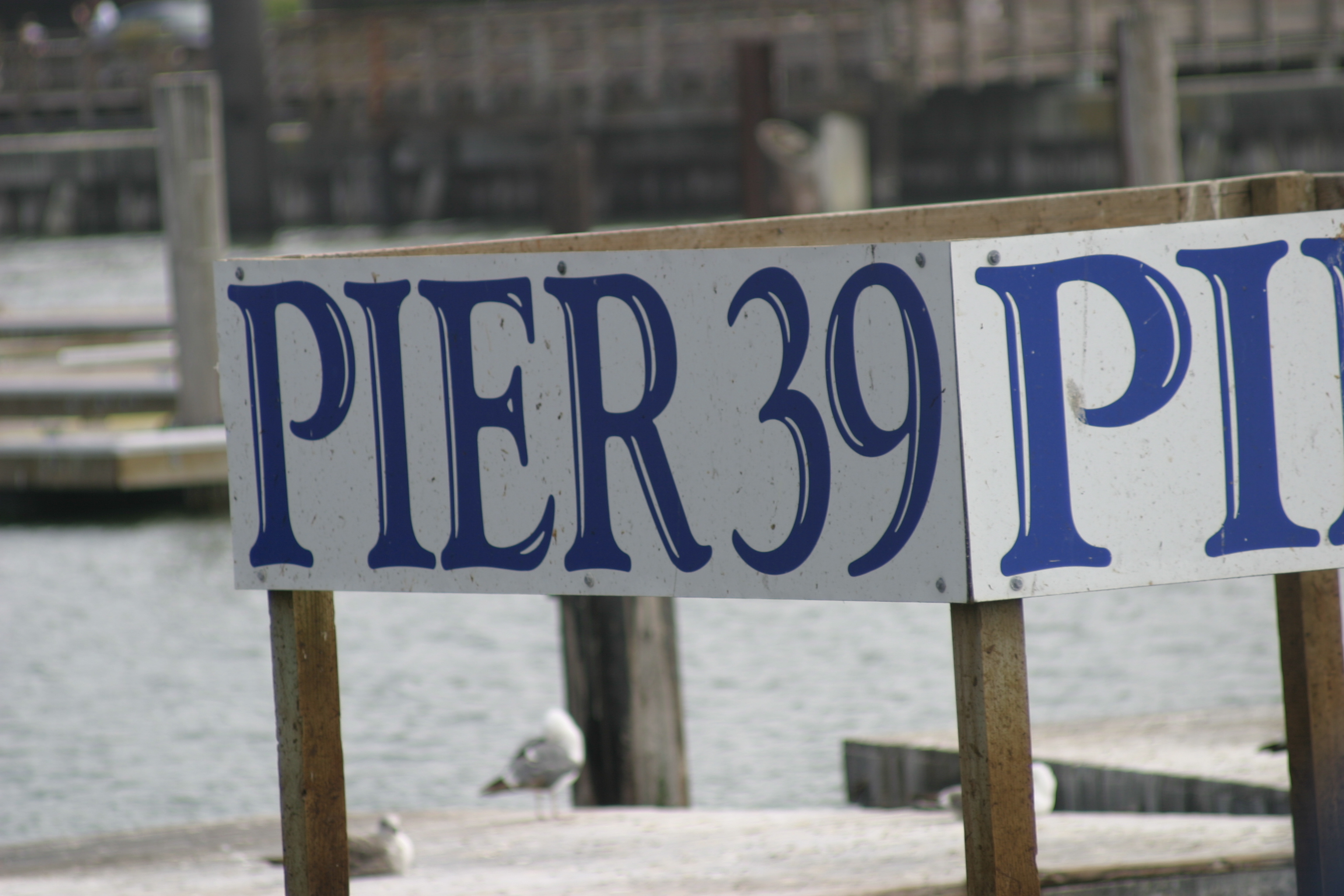
Le Pier 39

Le Fisherman's Wharf (« Quai des pêcheurs ») est un quartier de la ville de San Francisco en Californie (États-Unis).
Son principal commerce a fait faillite à la suite de l'apparition de nouvelles technologies.

## Description
Le quartier s'étend de la rive nord de San Francisco à Ghirardelli Square au sud, et de Van Ness Street East à Pier 39 d'est en ouest. Très prisé des touristes, ce secteur est en partie célèbre pour ses différents musées, dont celui de la Marine, ses restaurants situés sur le front de mer servant du crabe et ses ferries qui assurent la liaison avec l'île d'Alcatraz. D'autres lieux touristiques de la ville comme Chinatown, Lombard Street ou North Beach sont situés à proximité. 
Le plus connu est le Pier 39 avec le San Francisco Maritime National Historical Park, le centre commercial de Cannery, le Ghirardelli Square, le musée Ripley's Believe It or Not!, le Musée Mécanique, le musée de cire et Forbes Island.
Côté restauration, des kiosques servent des fruits de mer et plus précisément des Crabes de Dungeness et des clam chowder servis dans un bol à pain à levain. Certains restaurants, tel que le Pompeii's et Alioto's #8, appartiennent à une même famille depuis au moins trois générations. 
Près de Pier 45, il y existe une chapelle en mémoire des pêcheurs perdus de San Francisco et de la Californie du Nord. Elle n'est pas ouverte tous les jours, mais une fois par an, une messe est célébrée en leur honneur dans la chapelle.

## Photographies

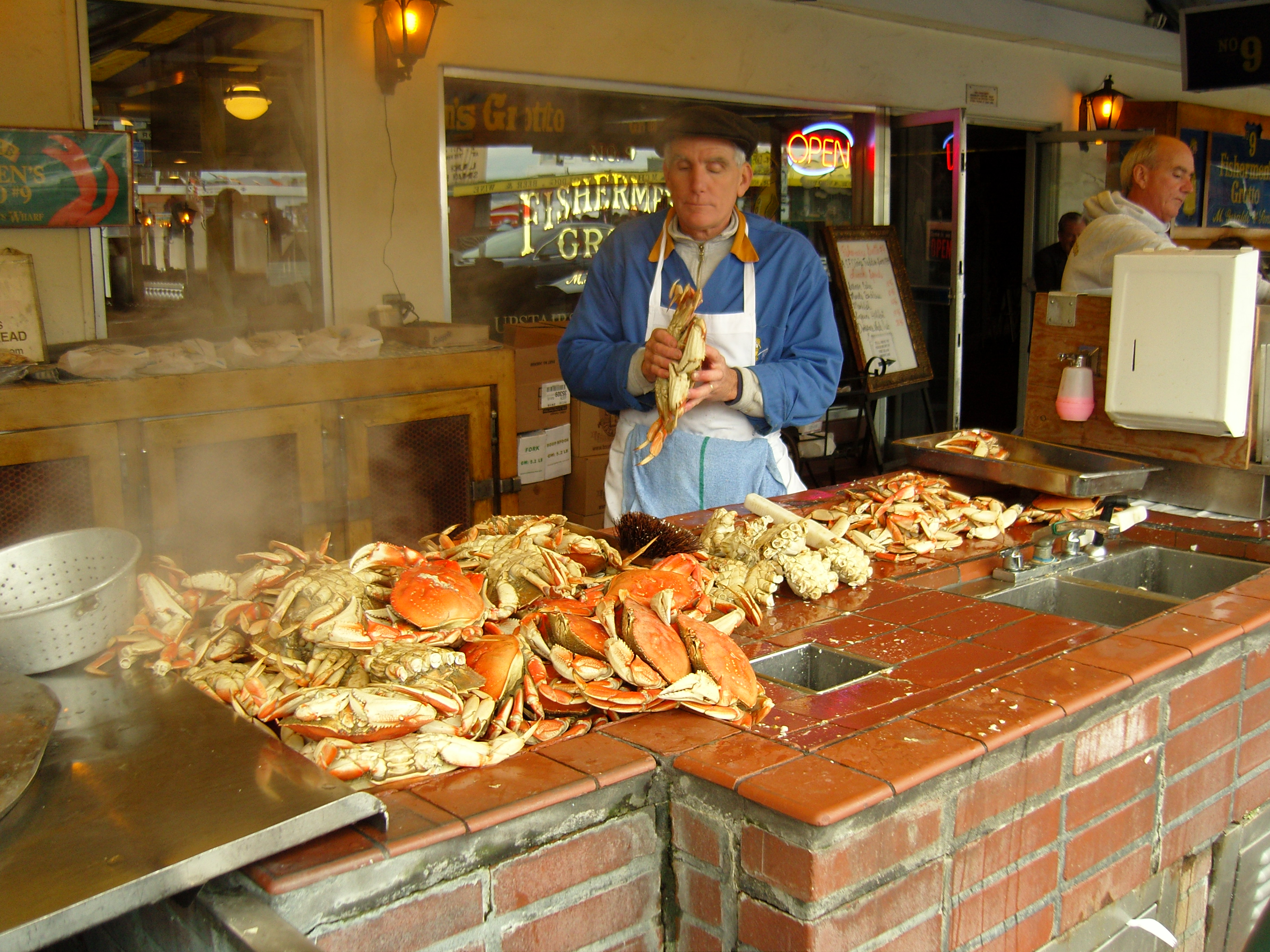
Crabe de Dungeness vendu à wharf
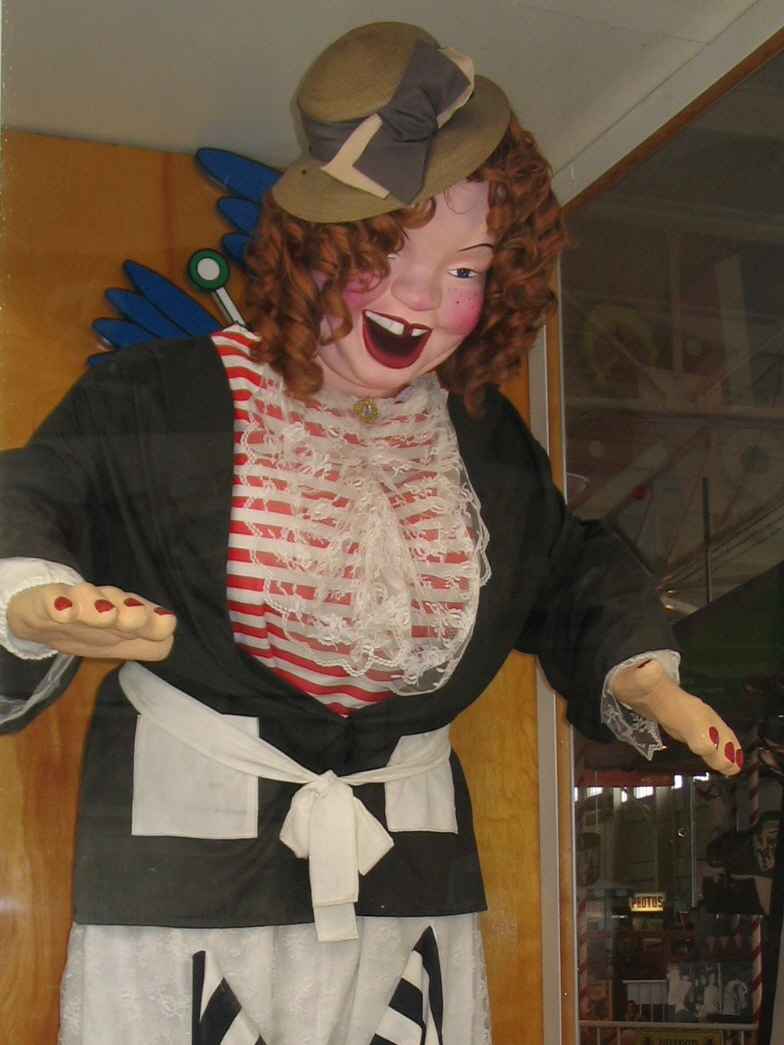
Laffing Sal au Musée Mécanique
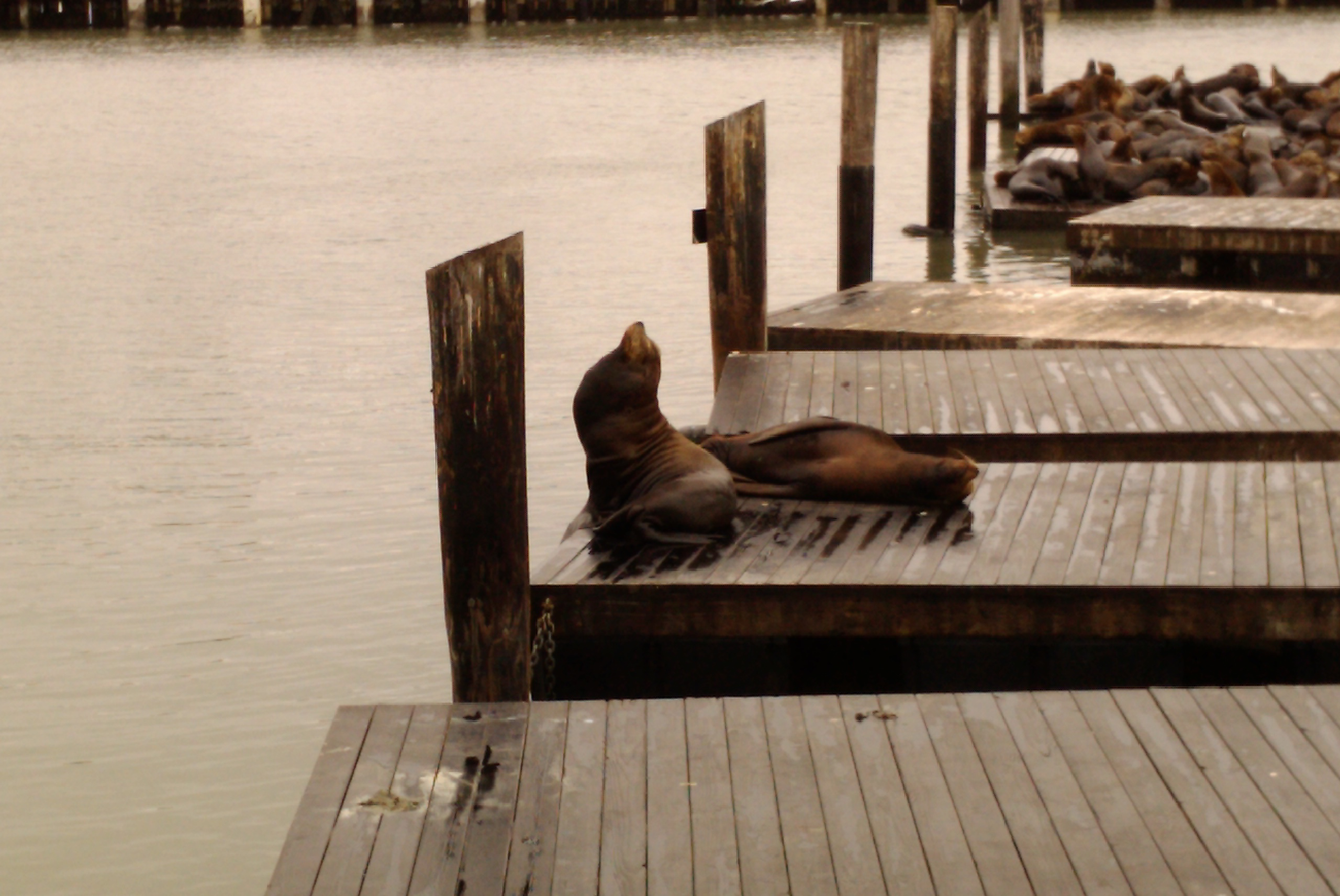
Otaries de Californie au Pier 39